# Floresta de Argonne

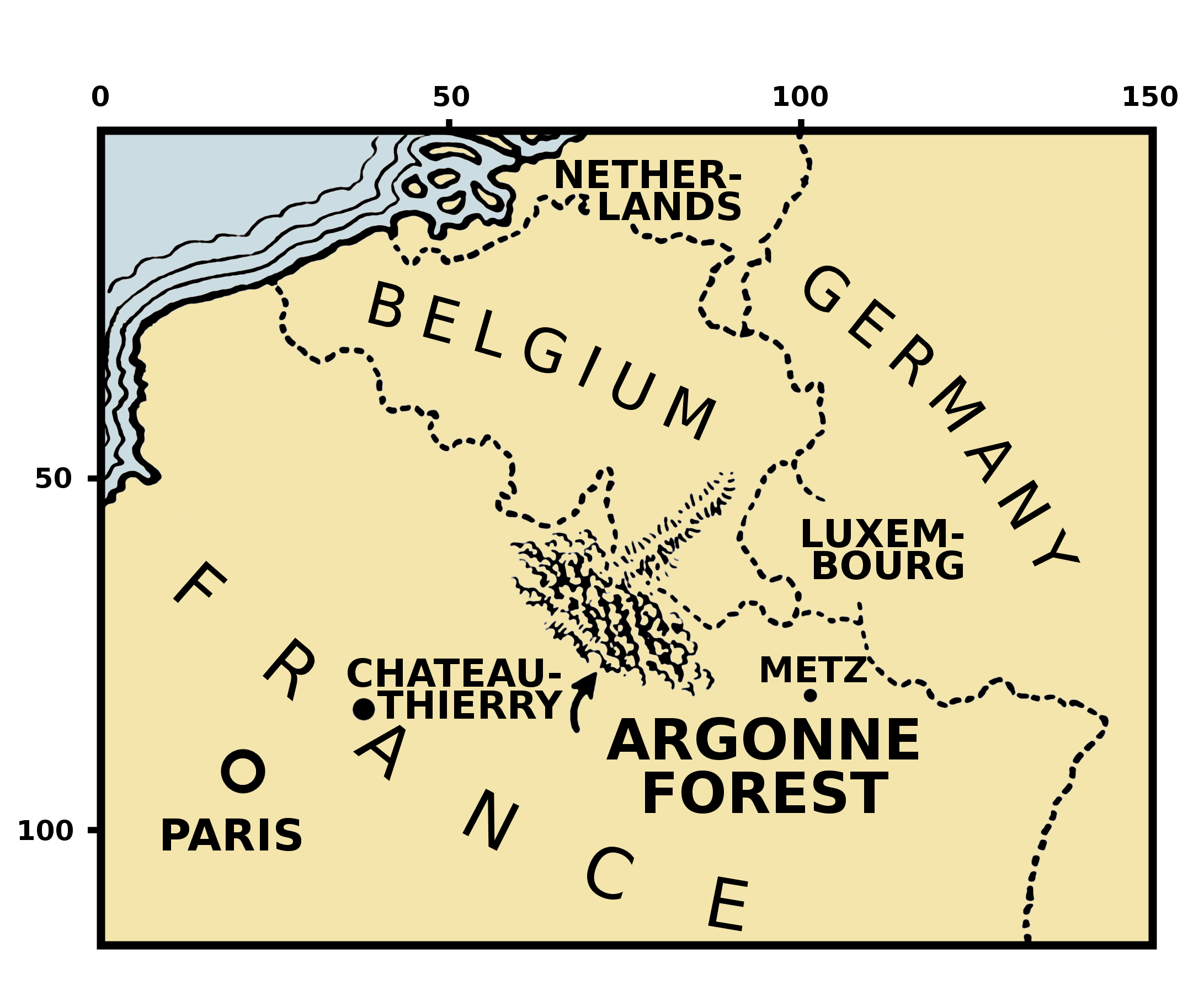
Localização da floresta

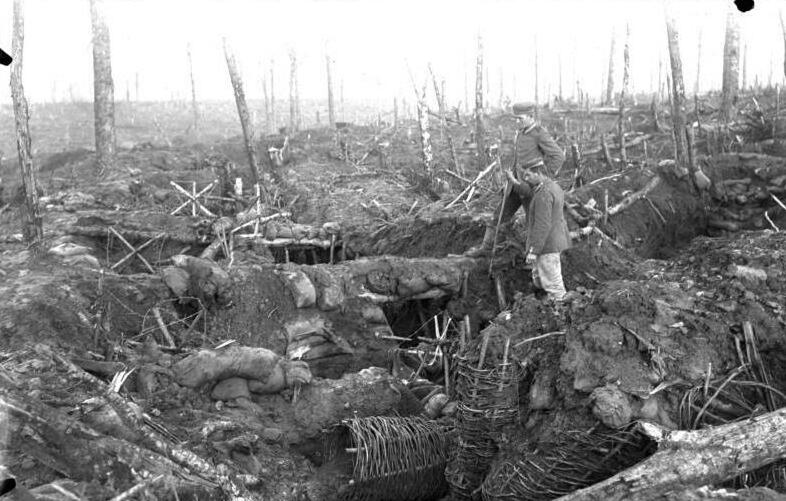
A floresta, por volta de 1915

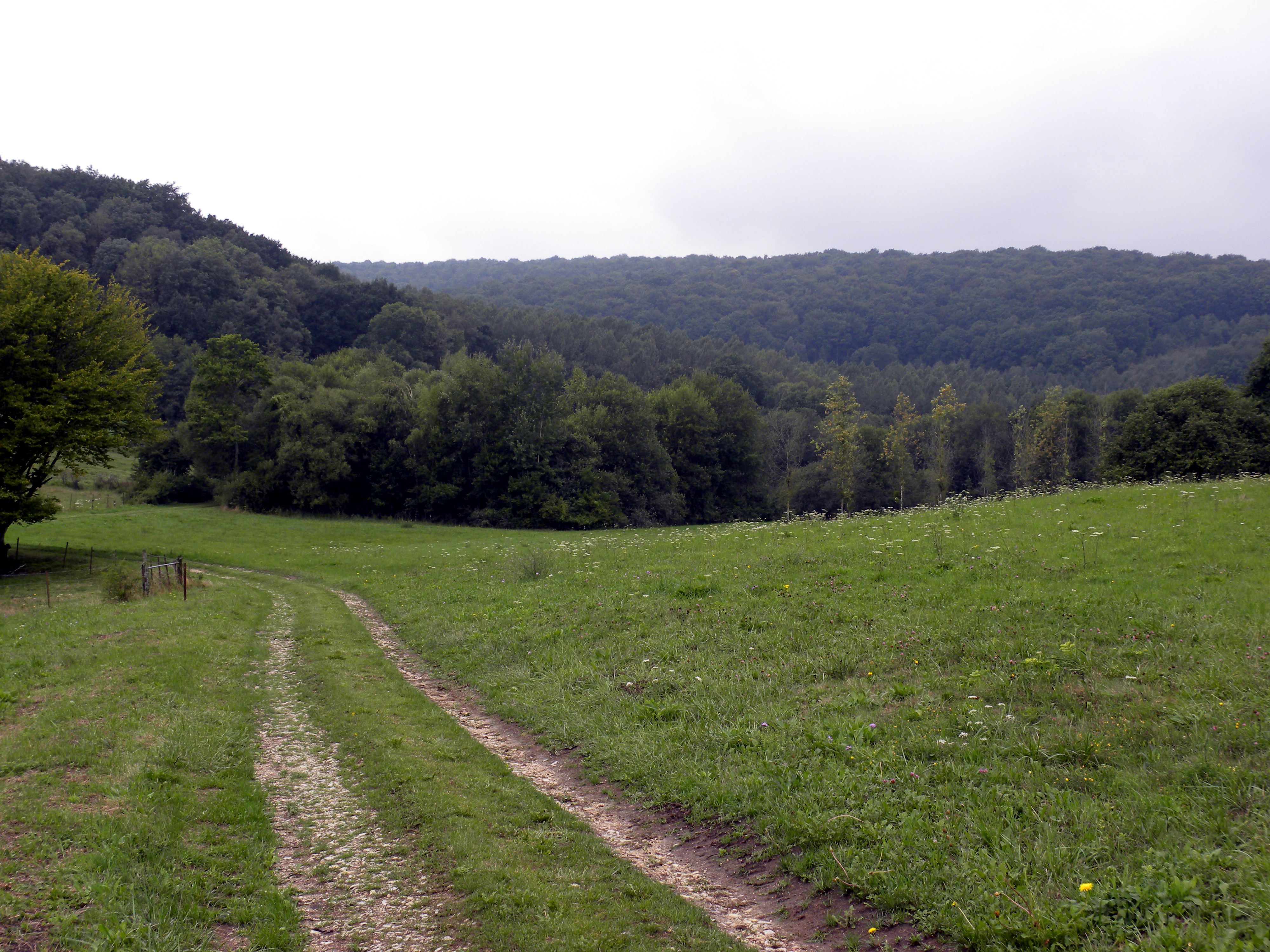
O vale de Argonne, visto em 2015

A Floresta de Argonne é uma grande floresta no nordeste de França. Dela faz parte uma grande superfície arborizada e vários formações montanhosas. 
Em 1792 Charles François Dumouriez contra-atacou as forças invasoras do Duque de Brunswick nesta floresta, antes da Batalha de Valmy.
Durante a Primeira Guerra Mundial, a floresta foi novamente palco de movimentações militares. Neste local várias batalhas foram travadas entre os alemães e os franceses, no outono e inverno de 1914, verão de 1915 e outono de 1918. Durante a Ofensiva de Meuse-Argonne, vários soldados do Exercito dos Estados Unidos ganharam a Medalha de Honra, incluindo o Coronel Nelson Miles Holderman, o Major Charles White Whittlesey, o Sargento Alvin C. York e William Henry Johnson.
Um monumento norte-americano está erguido na floresta, simbolizando a liberdade e o esforço de guerra norte-americano.